# Dera (distrikt i Etiopien, Amhara)
Dera är ett distrikt i Etiopien.   Det ligger i regionen Amhara, i den nordvästra delen av landet, 300 km norr om huvudstaden Addis Abeba.